# Diepoldsau
Diepoldsau je obec ve švýcarském kantonu St. Gallen. Nachází se na východě kantonu, nedaleko hranic s Rakouskem. Žije zde přibližně 6 500 obyvatel.

## Geografie
Většina Diepoldsau leží východně od Rýna, který byl v této oblasti nově vytvořen tzv. Diepoldsauer Rheindurchstich v rámci regulace Alpského Rýna v roce 1923. Starý Rýn (Alter Rhein) tvoří státní hranici s Rakouskem. Diepoldsau je nejvýchodněji položenou obcí kantonu St. Gallen.
Politická obec Diepoldsau je tvořena dvěma obcemi Diepoldsau a Schmitter, které historicky vznikly ze zemědělských usedlostí. Obec se proto často označuje jako Diepoldsau-Schmitter. Na západě sousedí Diepoldsau se třemi švýcarskými obcemi Widnau, Balgach a Oberriet. Na rakouské straně Starého Rýna s ní přímo sousedí tržní město Lustenau, město Hohenems a obec Altach.
Kromě pozemků na území politické obce Diepoldsau vlastní místní obec Schmitter také pozemky v rakouské obci Lustenau, takzvaný Schweizer Ried.

## Historie

Diepoldsau (1949)

V roce 890 se v jedné listině poprvé objevuje místní název Thiotpoldesouva jako královský les u Kriessernu. Oblast Diepoldsau patřila k císařskému dvoru Kriessern, zatímco Schmitter patřil ke dvoru Widnau. V roce 1129 daroval německý král Fridrich dvůr Diepoldsau klášteru v St. Gallenu.
V roce 1345 vytvořily tři statky Au, Widnau a Schmitter statek Widnau-Haslach, který je v listině poprvé zmíněn v tomto roce. Byl součástí císařského dvora Lustenau a podléhal hraběti z Montfortu a od roku 1395 vládě hraběte z Emsu. V roce 1420 je Diepoldsau poprvé zmiňováno v listině jako vesnice. O padesát let později, v roce 1490, získali konfederáti moc nad údolím Rýna a vykonávali vrchnostenskou správu v části statku Widnau-Haslach na levém břehu Rýna pod hofmistrem Rheineckem. V roce 1593 se dvůr Widnau-Haslach oddělil od císařského dvora Lustenau, ale zůstal pod vládou Emzerů. Protože by se rozloha dvora stala příliš malou, obdržel dvůr také území na pravém břehu Rýna, tzv. Schweizer Ried.
V roce 1712 byl tok Rýna uznán za švýcarskou státní hranici, čímž se obyvatelé vymanili z poddanství hrabat z Hohenemsu. Rok 1775 byl rokem zrodu obce Schmitter. Zrušení statku Widnau-Haslach rozdělilo pozemky na této a druhé straně dnešního toku Rýna. Každý statek dostal svůj vlastní název, vlastní dvůr a vlastní radu. O sedm let později se Schmitterští stali poddanými pánů ze Salis-Soglia. V roce 1789 se dvůr Diepoldsau odtrhl od císařského dvora Kriessern. Při hlasování to bylo těsně přijato říšským sněmem 63 hlasy proti 51. Lesy říšského dvora byly nyní přiděleny jednotlivým statkům. Diepoldsau obdrželo území dnešního Diepoldsauer Schwamm. To dosud připomíná někdejší příslušnost Diepoldsau k říšskému dvoru Kriessern (současná obec Oberriet). V roce 1795 se dvůr Diepoldsau vykoupil od opatství St. Gallen za 1 200 guldenů.
Když v roce 1803 vznikl nový kanton St. Gallen, Widnau, Diepoldsau a Schmitter se spojily v politickou obec Diepoldsau. O něco více než šedesát let později, v roce 1868, postihl obec katastrofální požár. O domov přišlo 141 lidí, 23 domů vyhořelo. O tři roky později byla zaznamenána jedna z mnoha vodních katastrof v důsledku rozvodnění Rýna.
V roce 1883 se Widnau po několika letech sporů stalo samostatnou politickou obcí. V roce 1888 následovala velká rýnská povodeň způsobená protržením hráze. O rok později následovalo další protržení hráze a kvůli zničené úrodě také hladomor. V roce 1892 byla uzavřena státní smlouva mezi rakousko-uherskou podunajskou monarchií a Švýcarskem o mezinárodní regulaci Rýna.

Kanál tzv. Diepoldsauer Rhein

V letech 1910–1912 byly zahájeny práce na přechodu přes Rýn v Diepoldsau. První světová válka do značné míry zabránila pokračování prací na přechodu přes Rýn. Během války si řada obyvatel vydělávala velké peníze pašováním příze a nití. Poté byl 18. dubna 1923 Rýn odkloněn do nového koryta. Odstřel hrází se nepodařilo provést okamžitě. Místní úřady nebyly k této významné události přizvány. V roce 1931 byly slavnostně otevřeny nové přírodní plážové lázně. V roce 1932 obec vybudovala první přívod podzemní vody s čerpací stanicí a 14 kilometrů dlouhou sítí potrubí.
Před druhou světovou válkou a během ní bylo Diepoldsau branou do Švýcarska pro mnoho uprchlíků, většinou Židů. V červnu 1938 byl v Diepoldsau ve staré prázdné továrně na výšivky Schiffli zřízen přijímací tábor až pro 300 uprchlíků. Tábor provozoval Švýcarský červený kříž a financovala jej židovská obec v St. Gallenu. Švýcarská federální vláda se na financování nepodílela. Vězni podléhali přísným táborovým pravidlům a nesměli pracovat. Měli zakázán kontakt s místním obyvatelstvem, což však většinou nebylo dodržováno.
Domov důchodců ve Wiednau byl slavnostně otevřen v roce 1958 a o čtyři roky později byla dokončena nová čerpací stanice pro zásobování vodou. V roce 1980 bylo otevřeno středoškolské centrum Kleewies.
V roce 1985 byl zprovozněn vodovod, jehož rozšíření stálo přes dva miliony švýcarských franků. V roce 1988 byla dokončena rekonstrukce a přístavba domova důchodců. V roce 1990 oslavilo Diepoldsau 1100. výročí založení vesnice slavností. O čtyři roky později byl obsazen a slavnostně otevřen nový kulturní dům a v roce 1996 byla otevřena hasičská zbrojnice. V následujícím roce bylo otevřeno zrekonstruované a atraktivně rozšířené koupaliště na Starém Rýně. V roce 1999 byla dokončena a slavnostně otevřena víceúčelová hala Kirchenfeld.
V roce 2000 obec poprvé napočítala 5000 obyvatel. V roce 2001 občané rozhodli o novém uspořádání obce s integrovanou školskou samosprávou v rámci sjednocené obce od roku 2005.

## Obyvatelstvo

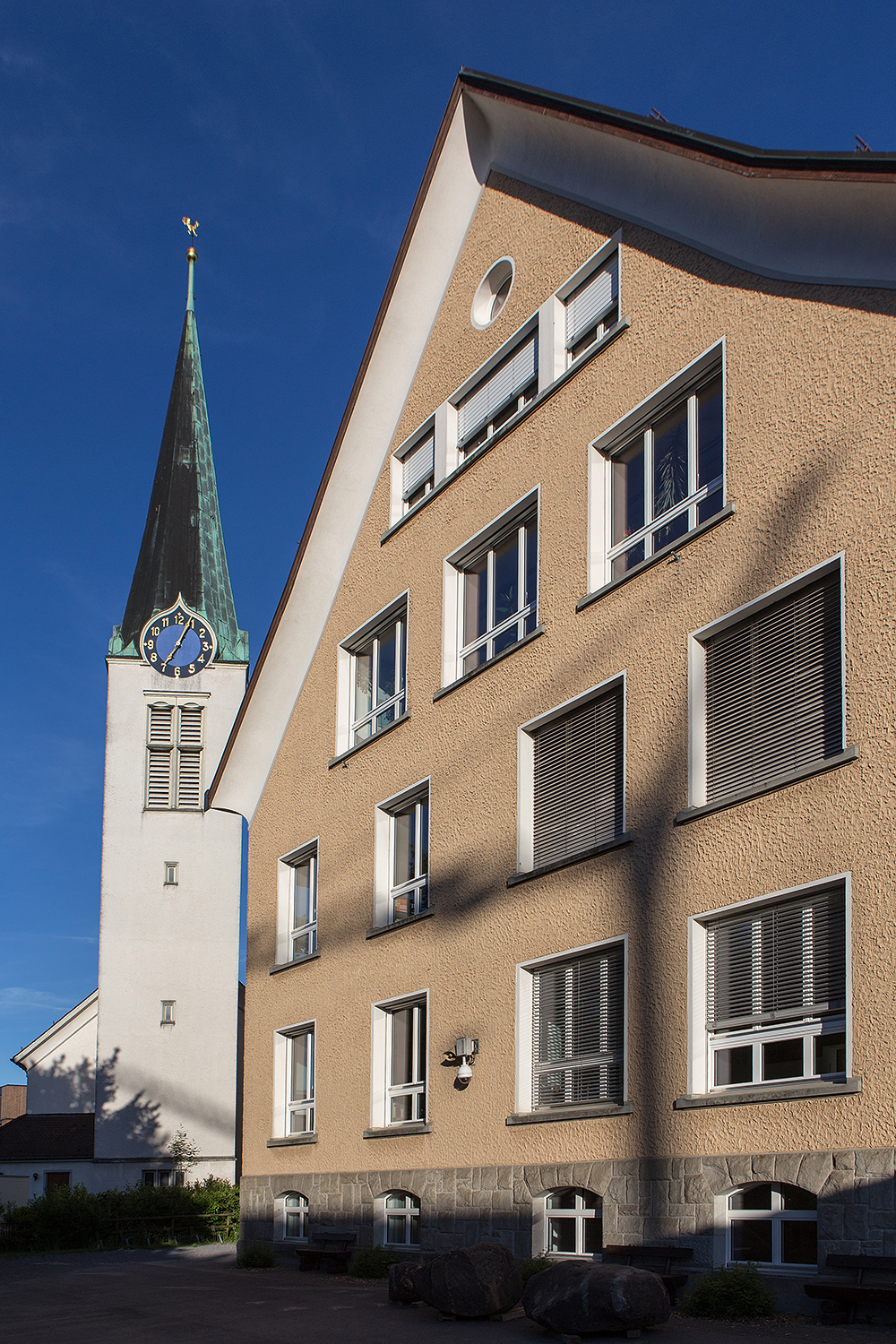
Reformovaný kostel a škola v obci

| Vývoj počtu obyvatel | Vývoj počtu obyvatel | Vývoj počtu obyvatel | Vývoj počtu obyvatel | Vývoj počtu obyvatel | Vývoj počtu obyvatel | Vývoj počtu obyvatel | Vývoj počtu obyvatel | Vývoj počtu obyvatel | Vývoj počtu obyvatel | Vývoj počtu obyvatel | Vývoj počtu obyvatel | Vývoj počtu obyvatel | Vývoj počtu obyvatel | Vývoj počtu obyvatel | Vývoj počtu obyvatel | Vývoj počtu obyvatel | Vývoj počtu obyvatel | Vývoj počtu obyvatel | Vývoj počtu obyvatel |
| -------------------- | -------------------- | -------------------- | -------------------- | -------------------- | -------------------- | -------------------- | -------------------- | -------------------- | -------------------- | -------------------- | -------------------- | -------------------- | -------------------- | -------------------- | -------------------- | -------------------- | -------------------- | -------------------- | -------------------- |
| Rok                  | 1850                 | 1860                 | 1870                 | 1880                 | 1888                 | 1900                 | 1910                 | 1920                 | 1930                 | 1941                 | 1950                 | 1960                 | 1970                 | 1980                 | 1990                 | 2000                 | 2010                 | 2015                 | 2018                 |
| Počet obyvatel       | 2586                 | 2739                 | 2834                 | 3167                 | 2014                 | 2129                 | 2804                 | 2668                 | 2688                 | 2715                 | 2954                 | 3022                 | 3311                 | 3562                 | 4148                 | 5034                 | 5944                 | 6484                 | 6573                 |

## Hospodářství
Rozkvět vyšívacího průmyslu v údolí Rýna u St. Gallenu znamenal rozmach i pro Diepoldsau. Vznikla řada malých i větších vyšívačských podniků. V roce 1873 bylo v provozu více než 80 vyšívacích strojů. V roce 1885 otevřel Julius Brunke (1844–1927) v bývalé továrně na hedvábnou síru Merian & Custer továrnu na člunkové vyšívání. V roce 1934 zaměstnával jen Brunke 134 lidí. V současnosti obec těží zejména z tranzitní dopravy mezi Švýcarskem a Rakouskem.

## Doprava

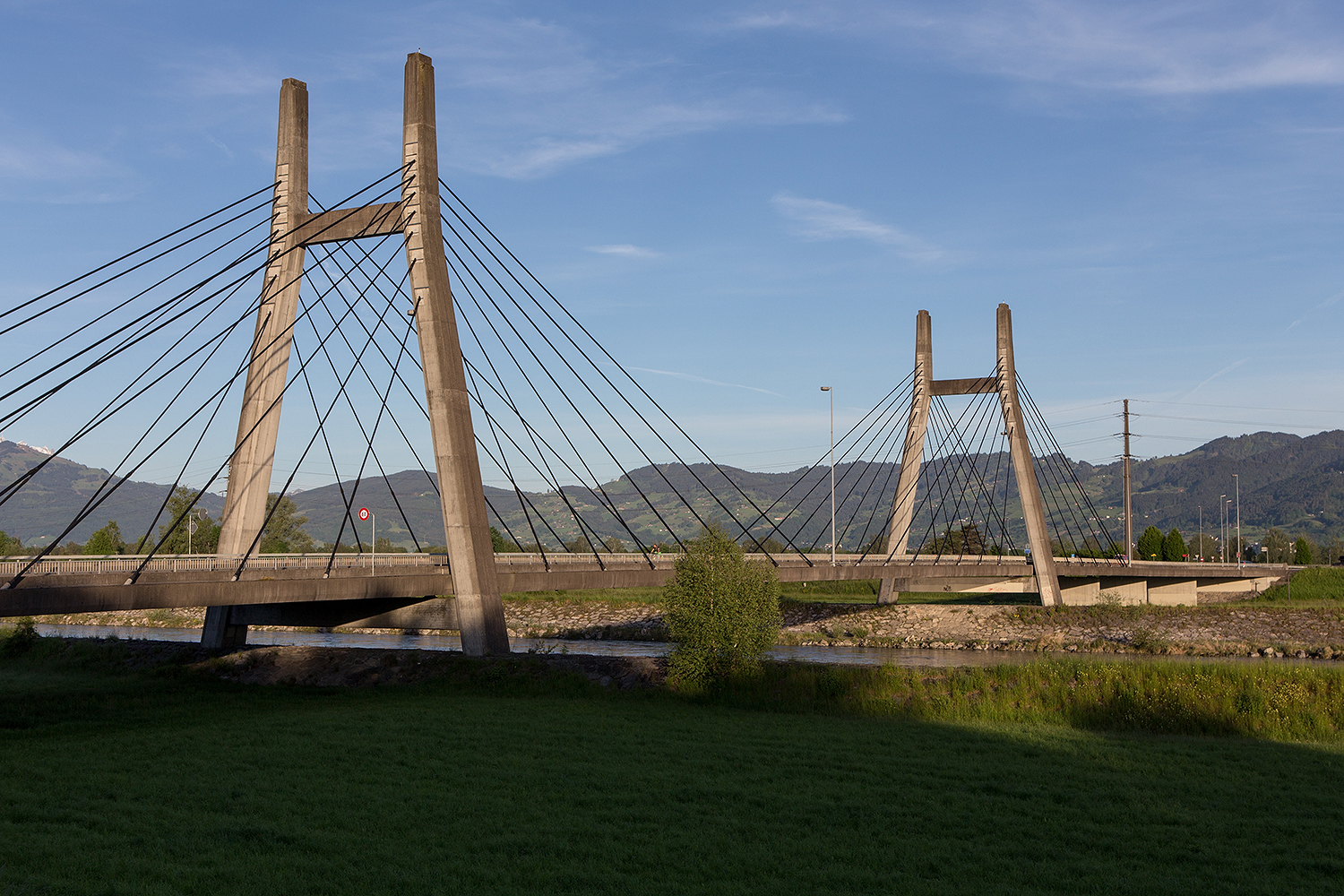
Rýnský most v Diepoldsau

V roce 1788 je již zmiňován přívoz ve Schmitteru směrem na Hohenems. V roce 1873 byla přívozní doprava ukončena a nahrazena dřevěným mostem přes Rýn. 12. října 1915 byl zahájen provoz elektrické tramvaje Heerbrug–-Diepoldsau, která byla v roce 1956 převedena zpět na autobusovou dopravu. Most přes Rýn se dále nazýval tramvajový. V roce 1929 byl schválen projekt silnice Diepoldsau–Hohenems. Tato silnice byla až do moderní doby velmi frekventovaným spojením. V roce 1985 byl tramvajový most nahrazen novým lanovým mostem přes Rýn, který byl v té době unikátní. Nejbližším dálničním spojením je dálnice A13, jejíž exit 3 se nachází západně od obce.